# Unterhain
Unterhain ist ein Ortsteil der Stadt Königsee im Landkreis Saalfeld-Rudolstadt (Thüringen).

## Geografie
Unterhain liegt an einem nach Norden geneigten waldarmen Hochplateau im Thüringer Wald zwischen dem Schwarzatal im Süden und dem Rinnetal im Norden. Die Gemarkung ist kupiert und teilweise locker im Abstand zum Ort bewaldet. Die Höhenlage schwankt um 600 Meter über NN. Über Kreisverbindungsstraßen finden die Bewohner und Gäste Anschluss nach Königsee und in die anderen Städte.

## Geschichte
Der Ort mit seinen 150 Einwohnern wurde am 19. November 1370 erstmals urkundlich erwähnt. Michael Köhler schreibt zu den zwei Dörfern, dass der Name Hain auf Orte kultischen Ursprungs hinweist. Flurnamen bezeugen Bergbau nach Eisen, Kupfer, Silber und Gold. Hinzu kamen Land- und Forstwirtschaft sowie Tourismus. Bis 1918 gehörte der Ort zur Oberherrschaft des Fürstentums Schwarzburg-Rudolstadt.
Am 1. Juli 1950 wurde Unterhain zu Oberhain eingemeindet. Seit dem 1. Januar 2019 ist der Ort ein Teil der Stadt Königsee.
In Unterhain befinden sich ein Jugendhaus sowie Gäste- und Ferienhäuser.